# Gemeenschappelijke Informatie Organisatie
De stichting Gemeenschappelijke Informatie Organisatie (GIO) houdt in Nederland toezicht op de uitvoering van een door de Autoriteit Persoonsgegevens goedgekeurd protocol, dat het mogelijk maakt om landelijk gegevens over o.a. gestructureerde winkeldiefstal te delen tussen winkelbedrijven en de politie. 
De Stichting GIO werkt samen met grote winkelketens in de aanpak van gestructureerde winkeldiefstal (organized retail crime). Een waarschuwingsregister brengt de activiteiten van mobiele bendes gedetailleerd in kaart.
De stichting werd op 1 december 2014 opgericht door het toenmalige Detailhandel Nederland in samenwerking met het Openbaar Ministerie en de politie; de oprichting was onderdeel van de aanpak van rondtrekkende, vaak internationaal opererende bendes. Deze bendes pleegden verschillende vormen van inbraken en diefstallen, zoals winkeldiefstal. Dit fenomeen wordt ook wel aangeduid als mobiel banditisme.
De stichting staat onder toezicht van het stichtingsbestuur GIO.

## Externe bron
- Protocol waarschuwingsregister mobiel banditisme. Autoriteit Persoonsgegevens. 2015